# Əvçədulan
Əvçədulan è un comune dell'Azerbaigian situato nel distretto di Yardımlı. Conta una popolazione di 409 abitanti.